# TJ Božetice
TJ Božetice (celým názvem: Tělovýchovná jednota Božetice) je český klub ledního hokeje, který sídlí v obci Božetice v Jihočeském kraji. Založen byl v roce 1970. Od sezóny 2019/20 působí ve Jihočeské krajské lize, čtvrté české nejvyšší soutěži ledního hokeje. Klubové barvy jsou žlutá a černá.
Své domácí zápasy odehrává v Milevsku na tamějším zimním stadionu s kapacitou 3 500 diváků.

## Přehled ligové účasti
Stručný přehled
Zdroj: 
- 2000–2009: Jihočeský krajský přebor (4. ligová úroveň v České republice)
- 2009–2014: Jihočeská krajská liga (4. ligová úroveň v České republice)
- 2014–2017: Středočeská krajská soutěž (5. ligová úroveň v České republice)
- 2017–2019: Středočeská krajská soutěž – sk. Jih (5. ligová úroveň v České republice)
- 2019–: Jihočeská krajská liga (4. ligová úroveň v České republice)

Jednotlivé ročníky
Zdroj: 
Legenda: ZČ - základní část, červené podbarvení - sestup, zelené podbarvení - postup, fialové podbarvení - reorganizace, změna skupiny či soutěže
| Česko (2000 – ) |                                      |           |           |                                                  |                            |
| Sezóny          | Soutěž                               | Úroveň    | ZČ        | Play-off, nadstavba, sk. o udržení...            | Poznámky                   |
| 2000/01         | Jihočeský krajský přebor             | 4. úroveň | 8. místo  |                                                  |                            |
| 2001/02         | Jihočeský krajský přebor             | 4. úroveň | ?. místo  |                                                  |                            |
| 2002/03         | Jihočeský krajský přebor             | 4. úroveň | ?. místo  |                                                  |                            |
| 2003/04         | Jihočeský krajský přebor             | 4. úroveň | 6. místo  | Zápas o 7. místo (prohra)                        |                            |
| 2004/05         | Jihočeský krajský přebor             | 4. úroveň | 8. místo  | Čtvrtfinále                                      |                            |
| 2005/06         | Jihočeský krajský přebor             | 4. úroveň | 11. místo |                                                  |                            |
| 2006/07         | Jihočeský krajský přebor             | 4. úroveň | 5. místo  | Semifinále                                       |                            |
| 2007/08         | Jihočeský krajský přebor             | 4. úroveň | 2. místo  | Čtvrtfinále                                      |                            |
| 2008/09         | Jihočeský krajský přebor             | 4. úroveň | 2. místo  | Finále                                           | Změna názvu soutěže        |
| 2009/10         | Jihočeská krajská liga               | 4. úroveň | 5. místo  | Vítěz; kvalifikace o 2. ligu (1. místo ve sk. B) | Prodej licence do Milevska |
| 2010/11         | Jihočeská krajská liga               | 4. úroveň | 12. místo |                                                  |                            |
| 2011/12         | Jihočeská krajská liga               | 4. úroveň | 7. místo  | Čtvrtfinále                                      |                            |
| 2012/13         | Jihočeská krajská liga               | 4. úroveň | 11. místo |                                                  |                            |
| 2013/14         | Jihočeská krajská liga               | 4. úroveň | 12. místo |                                                  | Přechod do jiného kraje    |
| 2014/15         | Středočeská krajská soutěž           | 5. úroveň | 11. místo |                                                  |                            |
| 2015/16         | Středočeská krajská soutěž           | 5. úroveň | 5. místo  |                                                  |                            |
| 2016/17         | Středočeská krajská soutěž           | 5. úroveň | 5. místo  |                                                  | Reorganizace               |
| 2017/18         | Středočeská krajská soutěž – sk. Jih | 5. úroveň | 5. místo  |                                                  |                            |
| 2018/19         | Středočeská krajská soutěž – sk. Jih | 5. úroveň | 7. místo  |                                                  | Přechod do jiného kraje    |
| 2019/20         | Jihočeská krajská liga               | 4. úroveň | 12. místo |                                                  |                            |
| 2020/21         | Jihočeská krajská liga               | 4. úroveň | –. místo  |                                                  | Zrušeno                    |
| 2021/22         | Jihočeská krajská liga               | 4. úroveň | 11. místo |                                                  |                            |
| 2022/23         | Jihočeská krajská liga               | 4. úroveň | 11. místo |                                                  |                            |
| 2023/24         | Jihočeská krajská liga               | 4. úroveň | 10. místo |                                                  |                            |